# Slither (Velvet Revolver)
Slither è il secondo singolo dei Velvet Revolver. È stato tratto dall'album Contraband e pubblicato nel 2004.
La canzone ha raggiunto la prima posizione della classifica Mainstream Rock Tracks rimanendoci per 9 settimane, la prima posizione della classifica Modern Rock Tracks e la 56ª della Billboard Hot 100.
La canzone fu premiata nel 2005 come Best Hard Rock Performance.

## Tracce
Versione 1
1. Slither  – 4:08
2. Negative Creep (cover Nirvana)  - 4:17
3. Bodies (cover Sex Pistols) (Live) - 3:19

Versione 2
1. Slither – 4:08
2. Money (cover Pink Floyd) - 5:43
3. Set Me Free